# Alleizettella rubra
Alleizettella rubra är en måreväxtart som beskrevs av Charles-Joseph Marie Pitard. Alleizettella rubra ingår i släktet Alleizettella och familjen måreväxter. IUCN kategoriserar arten globalt som sårbar. Inga underarter finns listade i Catalogue of Life.